# Geumchon (métro de Séoul)
Geumchon (hangeul : 금촌 ; hanja : 金村) est une station de passage de la ligne Gyeongui-Jungang du métro de Séoul. Elle est située au 193 Saekkot-ro, sur le territoire de la ville de Paju, au nord de Séoul dans la province Gyeonggi-do, en Corée du Sud. 
C'est une ancienne gare ouverte en 1906, devenue station de métro en 2009. la station est desservie par les circulations des rames omnibus et express qui circulent sur la ligne Gyeongui-Jungang.

## Situation sur le réseau

Plan du réseau du métro de Séoul (2023)

Établie en aérien, Geumchon, est une station de passage de la ligne Gyeongui-Jungang du métro de Séoul : elle est située entre la station Wollong, en direction du terminus est Munsan, et la station Geumneung, en direction des terminus est Jipyeong ou Gare de Séoul.

## Histoire

### Gare ferroviaire (1998-2009)

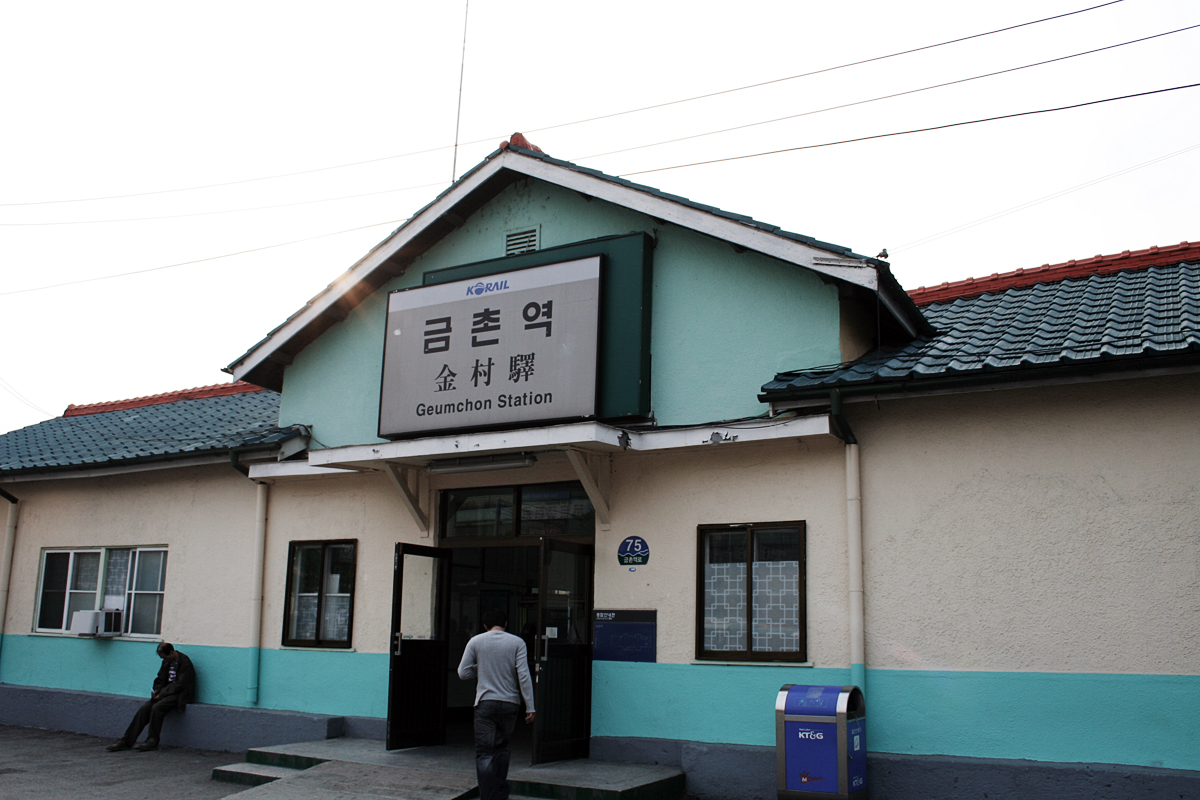
Ancienne gare en 2006.

La gare de Geumchon est mise en service le 4 avril 1906 sur la ligne Gyeongui. Du fait des inondations une nouvelle gare est construite sur un site plus en hauteur, elle est ouverte le 22 avril 2008, l'ancien bâtiment est détruit le 19 octobre.

### Station de métro (depuis 2009)
Elle prend le statut de station de métro, le 1er juillet 2009, lors de l'intégration de la ligne Gyeongui dans le réseau du métro de Séoul.
Geumchon devient une station de la ligne Gyeongui-Jungang, du réseau du métro de Séoul, lors de la création de cette ligne, le 27 décembre 2014, par la création de la section, entre Gongdeok et Yongsan, qui permet la fusion entre les anciennes lignes Gyeongui et Jungang.

## Services aux voyageurs

### Accès et accueil
La station est située au 193 Saekkot-ro. Elle dispose notamment d'une billetterie avec des automates pour les titres de transport.

### Desserte
Geumchon, dispose de deux quais (centraux) 1-2 et 3-4, seuls deux quais, équipés de portes palières, sont desservis par les circulations régulières : les rames omnibus de la ligne Gyeongui-Jungang qui parcourent l'ensemble de la ligne entre les stations terminus de Munsan et Jipyeong ; et par les rames du Jungang Express, qui circulent entre les stations Munsan et Yongmun.

Installations
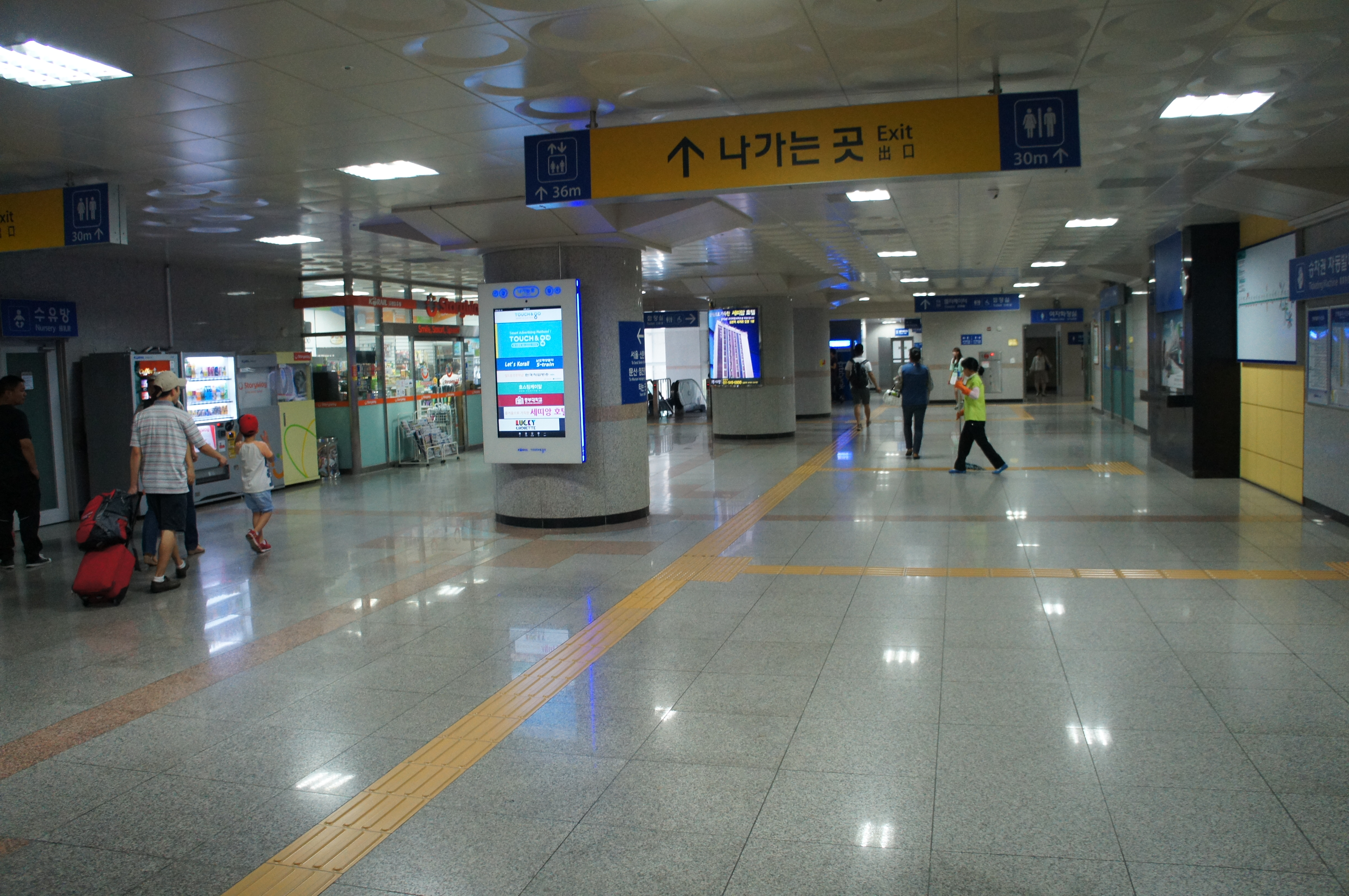
En 2014.
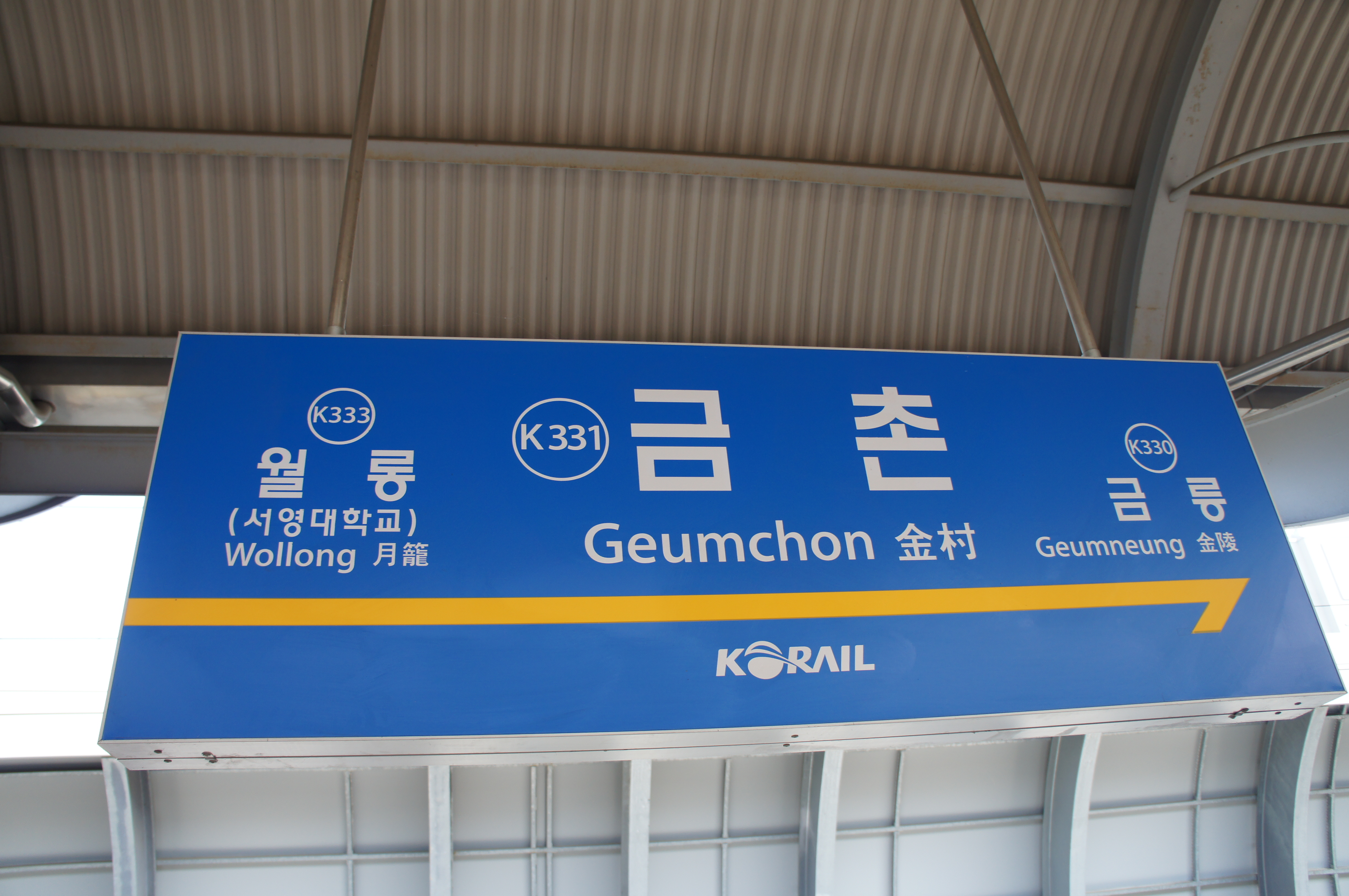
En 2014.
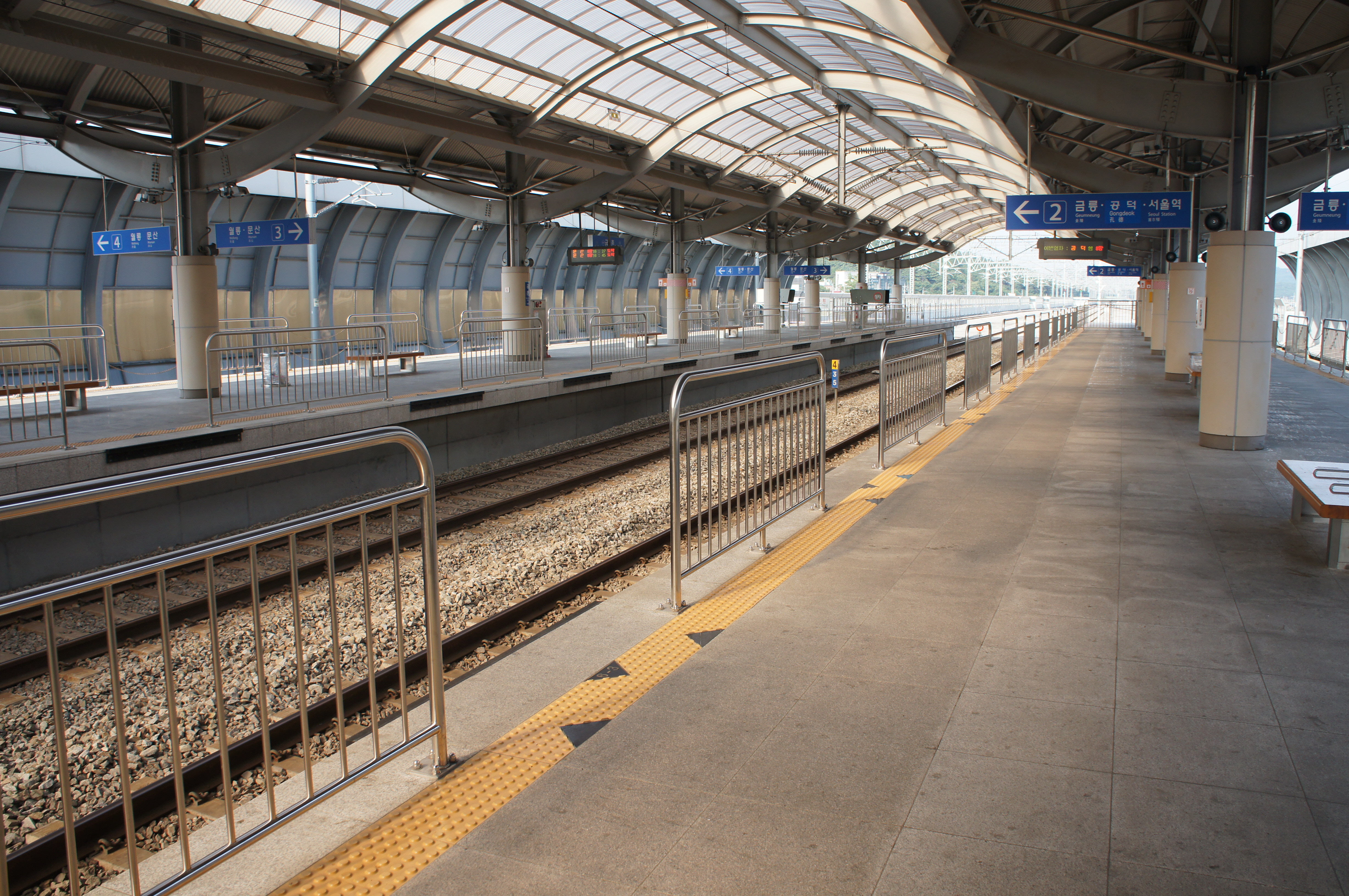
En 2014.

### Intermodalité
Des arrêts de bus sont situés à proximité.